# Паунска бања
Паунска бања налази се само 7 km од Ваљева у једном од најстаријих села средњег тока реке Колубаре, селу Пауне. Мештани овог села покушавају да крају врате стари сјај обновом народне бање - Пауне. Још од самог краја деветнаестог века у Паунама се налазила Паунска бања у коју су долазили људи из целе Србије због њених лековитих моћи. И данас је под земљом извор топле воде чија температура прелази 30 C, а чији потенцијал није још искоришћен.
Последње четири деценије бања је била препуштена сама себи, што је довело до затрпавања базена и изворишта бање. Ова народна бања успешно је "лечила" неке облике реуматских обољења, а после Првог светског рата била су изграђена три базена: мушки, женски и базен за рањенике. Вода је коришћена за купање и пиће, а лековито блато за облоге. Старији мештани Пауна још памте случајеве када су људи посећивали овај ваљевски крај скоро непокретни, да би након неколико недеља лечења у бањи, одлазили својим кућама сасвим опорављени.
Пре шест година мештани села Пауне покренули су иницијативу да се Бањи врати првобитни изглед и намена, а велику помоћ очекују од града Ваљева, који се као општина на чијем се подручју налази бања стара о њеном очувању, коришћењу, унапређењу и управљању. У току је израда пројекта детаљних хидрогеолошких истраживања, за који је задужен Центар за израду хидрогеолошких објеката на Рударско-геолошком факултету Универзитета у Београду, под руководством професора Милојка Лазића.
У непосредној близини бање планирана је изградња медицинског центра, хотела, етнокућа и осталих туристичко-рекреативних садржаја. Изградња бањског комплекса омогућила би очување здраве природне средине, као и развој и унапређење транзитног, сеоског, излетничког, здравственог и спортско - рекреативног туризма, сматра Зоран Ђурђевић, председник Иницијативног одбора за обнову Паунске бање.